# Henri Hazebrouck
Henri Alphonse Charlet dit Hazebrouck  né le 21 juillet 1877 à Roubaix, commune où il est mort le 1er décembre 1948, est un rameur français membre du Cercle nautique de l'Aviron de Roubaix.

## Biographie
Henri Hazebrouck est le fils d'Henri Albéric Hazebrouck et d'Anne-Marie Charlet.

## Carrière
Henri Hazebrouck, membre du Cercle nautique d'aviron de Roubaix, dispute l'épreuve de quatre avec barreur aux côtés d'Émile Delchambre, de Jean Cau, Henri Bouckaert et Charlot (avec lequel il est probablement apparenté) aux Jeux olympiques d'été de 1900 à Paris. Les cinq Français remportent la médaille d'or.
Il remporte le titre de champion de France de quatre sans barreur aux côtés d'Émile Delchambre, de Jean Cau et d'Henri Bouckaert à Paris en aout 1900.